# Valdenir da Silva Vitalino
Valdenir da Silva Vitalino (nacido el 21 de febrero de 1977) es un exfutbolista brasileño que se desempeñaba como centrocampista.
Jugó para clubes como el Bangu, Vasco da Gama, Flamengo, Ponte Preta y Tokushima Vortis.

## Trayectoria

### Clubes
| Club             | País          | Año         |
| ---------------- | ------------- | ----------- |
| Entrerriense     | Brasil        | 2001 - 2002 |
| Bangu            | Brasil        | 2002        |
| Madureira        | Brasil        | 2003        |
| Vasco da Gama    | Brasil        | 2003        |
| Flamengo         | Brasil        | 2004 - 2005 |
| FC Seoul         | Corea del Sur | 2005        |
| Ponte Preta      | Brasil        | 2006        |
| Tokushima Vortis | Japón         | 2007 - 2008 |
| Cabofriense      | Brasil        | 2009        |
| Macaé            | Brasil        | 2010        |